# Beauvoir (Yonne)
Beauvoir – miejscowość i gmina we Francji, w regionie Burgundia-Franche-Comté, w departamencie Yonne.
Według danych na rok 1990 gminę zamieszkiwało 287 osób, a gęstość zaludnienia wynosiła 43 osoby/km² (wśród 2044 gmin Burgundii Beauvoir plasuje się na 626. miejscu pod względem liczby ludności, natomiast pod względem powierzchni na miejscu 1133.).